# Hyakutake Harukichi
Hyakutake Harukichi (百武 晴吉 Bách Võ Tình Cát), (sinh ngày 25 tháng 5 năm 1888 mất ngày 10 tháng 3 năm 1947), là một Trung tướng trong Lục quân Đế quốc Nhật Bản. Đôi khi ông còn được gọi là Hyakutake Haruyoshi hoặc Hyakutake Seikichi.

## Tiểu sử

### Sự nghiệp
Sinh ra ở tỉnh Saga, Hyakutake tốt nghiệp khóa 21 Trường Sĩ quan Lục quân vào năm 1909. Tướng Ishihara Kanji và Iimura Jo là bạn học của ông. Ông tốt nghiệp khoá 33 trường Trường Đại học Lục quân năm 1921, chuyên ngành giải mã, sau khi tốt nghiệp, ông chuyển đến làm việc ở Bộ Tổng Tham mưu Lục quân Đế quốc.
Từ năm 1925- 1927, với quân hàm Trung tá, Hyakutake là một sĩ quan thường trú của Nhật Bản tại Ba Lan. Năm 1928, ông chuyển tới tổng hành dinh của Đạo quân Quan Đông ở Trung Quốc. Lên chức Đại tá, công việc của ông là giải mã những bức điện của quân đội vào năm 1932, đến năm 1935, ông trở thành trưởng phòng Tổng Tham mưu. Sau khi chỉ huy Trung đoàn Bộ binh 78 trong một năm, ông chuyển qua làm hiệu trưởng trường Quân sự dự bị Hiroshima vào tháng 4 năm 1936. Tháng 7 năm 1937, ông được phong hàm Thiếu tướng.
Tháng 8 năm 1937, ông trở thành hiệu trưởng trường tín hiệu. Tháng 3 năm 1939, ông chỉ huy Lữ đoàn hỗn hợp tác chiến độc lập và lên chức Trung tướng vào tháng 8 cùng năm.
Từ tháng 2 - 1940 đến tháng 4 năm 1941, ông nắm quyền chỉ huy Sư đoàn 20.

### Chiến tranh thế giới thứ hai
Trong tháng 5 năm 1942, Hyakutake nắm quyền chỉ huy Quân đoàn 17, trụ sở đặt ở Rabaul phía Tây Nam Thái Bình Dương, ông nhận lệnh tham gia vào chiến dịch New Guinea, Guadalcanal và quần đảo Solomon.
Sau khi Phương diện quân số 8 dưới quyền tướng Imamura Hitoshi rút đi hỗ trợ cho các cánh quân khác, quân của Hyakutake là đơn vị duy nhất ở quần đảo Solomon, chủ yếu ở Bougainville. Ông và quân của mình bị bao vây trên Bougainville khi quân Đồng minh thiết lập một vành đai tại Cape Torokina. Hyakutake bị cắt quân tiếp viện, đạn dược và thực phẩm, các cuộc tấn công của ông không thành công, quân đội của ông bị buộc sống trong điều kiện thiếu thốn, trú trong các hang động cho đến hết cuộc chiến.
Hyakutake bị đột quỵ và suy nhược, cho đến tháng 2 năm 1945, được đại tướng Kanda Masatane giải vây. Không có cách nào đưa ông về Nhật Bản điều trị cho đến khi Nhật Bản đầu hàng.
Ông mất ngày 10 tháng 3 năm 1947.

### Sách
- Gailey, Harry A. (1991). Bougainville, 1943-1945: The Forgotten Campaign. Lexington, Kentucky, USA: University Press of Kentucky. ISBN 0-8131-9047-9.- neutral review of this book here:[1]
- Hayashi, Saburo (1959). Kogun: The Japanese Army in the Pacific War. Marine Corps. Association. ASIN B000ID3YRK.
- Fuller, Richard (1992). Shokan: Hirohito's Samurai. London: Arms and Armor. ISBN 1-85409-151-4.
- Dupuy, Trevor N. (1992). The Harper Encyclopedia of Military Biography. New York: HarperCollins Publishers. ISBN 0-7858-0437-4.
- Frank, Richard (1990). Guadalcanal: The Definitive Account of the Landmark Battle. New York: Random House. ISBN 0-394-58875-4.
- Smith, Michael T. (2000). Bloody Ridge: The Battle That Saved Guadalcanal. New York: Pocket. ISBN 0-7434-6321-8.